# Guillem Martí
Guillem Martí Misut (* 5. September 1985 in Es Mercadal auf den Balearen) ist ein spanischer Fußballspieler auf der Position eines Stürmers. Von 2010 bis 2012 spielte er bei der SV Ried in der österreichischen Bundesliga, der höchsten Liga im österreichischen Fußball.

## Karriere

### Karriere in Spanien
Martí, der auf der Balearen Insel Menorca geboren wurde, begann seine aktive Karriere als Fußballspieler im Nachwuchsbereich von RCD Mallorca auf der großen Nachbarinsel Mallorca. Von dort kam er noch im Jugendalter in die Jugendmannschaften des FC Cádiz. Nachdem er beim andalusischen Verein einen Großteil seiner Jugend verbracht hatte, kam er ab der Saison 2002/03 erstmals in einer Erwachsenenmannschaft zum Einsatz. Dabei wurde er nur unweit seines Geburtsortes vom CE Alaior unter Vertrag genommen. Nach einem unbekannten Karriereverlauf in der Spielzeit 2004/05 kam der 1,81 m große Stürmer innerhalb der vierthöchsten spanischen Liga, der Tercera División, zum CD Sariñena nach Aragonien. Dort erreichte er mit der Mannschaft in der Endtabelle den vierten Rang, was dem besten Saisonergebnis des Teams seit über 16 Jahren entsprach.
Vom CD Sariñena schaffte er schließlich zur Saison 2005/06 den Sprung in die Drittklassigkeit, als er von der B-Mannschaft des Profiklubs Real Saragossa aufgenommen wurde. Am Ende der Saison erreichte die Mannschaft mit dem 19. Rang einen klaren Abstiegsplatz und musste den Weg in die Viertklassigkeit antreten. Innerhalb der Tercera División ging es für Martí allerdings vor Saisonbeginn zurück auf seine Heimatinsel zum CF Sporting Mahonés, mit dem er in weiterer Folge keine gute Spielzeit ablieferte und am Ende mit der Mannschaft nur auf dem 13. Platz rangierte. Gleich nach dem Ende der Saison 2006/07 machte sich ein weiterer Wechsel des Stürmers bemerkbar. Diesmal zog es ihn zur Sommerpause vor der Spielzeit 2007/08 zum CF Igualada, der seinen Spielbetrieb zum damaligen Zeitpunkt ebenfalls in der Tercera División hatte.
Beim Verein, der in den Jahren zuvor nur in regionalen Ligen ab der spanischen Fünftklassigkeit vertreten war, konnte er in der ersten Saison des Vereins in der dritthöchsten Liga seit über zehn Jahren auch kein gutes Saisonergebnis erzielen. So stieg das Team auf dem 19. Platz rangierend nach nur einer Spielzeit wieder in die regionalen Ligen Spaniens ab. Gerade noch dem Abstieg entkommen, wurde Martí vom FC Terrassa, mit Spielbetrieb in der Segunda División B, aufgenommen. Da Martí bereits in den Jahren zuvor das Pech hatte, von Vereinen aufgenommen zu werden, die oftmals um den Klassenerhalt kämpfen mussten, ging es ihm beim FC Terrassa nicht anders. Mit dem Team kam er zu Saisonende nur auf den 16. Tabellenplatz, was einen Relegationsplatz bedeutete. Da die Mannschaft die Relegation überstand, trat sie auch in der Saison 2009/10 wieder in der Drittklassigkeit auf.
Zuvor wechselte Martí allerdings ein weiteres Mal den Verein, als er erneut einen Vertrag beim CF Sporting Mahonés unterzeichnete. Beim in der Gruppe III der Segunda División B spielenden Klub erzielte er bei insgesamt 37 Meisterschaftseinsätzen 17 Tore und rangierte damit auf dem fünften Platz in der Torschützenliste. Am Saisonende rangierte die Mannschaft auf dem 14. Tabellenplatz und war bis zum Schluss in den Kampf um den Klassenerhalt beteiligt.

### Wechsel nach Österreich
Am 13. Mai 2010 gab der österreichische Bundesligist SV Ried die Verpflichtung des 24-jährigen Spaniers zur Saison 2010/11 bekannt. Neben Iván und Nacho ist Guillem, so der Kurzname des Mittelstürmers, bereits der dritte Spanier, der aktuell von der SV Ried unter Vertrag steht. Beim Verein unterschrieb er einen Einjahresvertrag mit einer Option auf weitere zwei Jahre. Noch kurz vor Vertragsabschluss war sich der 24-Jährige noch nicht sicher, ob er das Vertragsangebot des österreichischen Bundesligisten annehmen könnte, da sein Vertrag bei den Spaniern noch ein weiteres Jahr lief. Am 17. Juli 2010 gab der 24-Jährige sein Profidebüt, als er bei der 0:3-Heimniederlage gegen den SK Sturm Graz von Beginn an auf dem Rasen stand und beim Spielstand von 0:2 in der 64. Minute durch Markus Hammerer ersetzt wurde. Am Ende der Saison wurde er mit der SV Ried österreichischer Pokalsieger.

### Rückkehr nach Spanien
Im August 2012 kehrte er in seine Heimat Spanien zurück und wechselte zum CD Teneriffa in die Segunda División B, der dritthöchsten Spielklasse des spanischen Ligasystems. Dort gewann Teneriffa die Gruppe I in der Segunda División B, und schafften im Aufstiegs-Playoff den Aufstieg in die höhere Segunda División. Guillem kam dabei im Auswärtsspiel gegen Deportivo Alavés zum Einsatz (0:2). In der Saison 2013/14 kam Guillem allerdings kaum noch zum Einsatz und verließ im Februar 2014 nach eineinhalb Jahren Teneriffa nach 10 absolvierten Pflichtspielen, wobei er zwei Tore erzielt hat.
Er wechselte unmittelbar nach seinem Engagement bei CD Teneriffa zu SD Huesca in die Segunda División B.

### Erfolge
- österreichischer Pokalsieger 2011